# Dante’s Inferno
Dante’s Inferno (с англ. — «Ад Данте») — видеоигра в жанре слэшер с элементами ролевой игры, была разработана компанией Visceral Games и издана компанией Electronic Arts. Игра представляет собой вольную трактовку одноимённой части эпической поэмы «Божественная комедия» Данте Алигьери.

## Игровой процесс
Игровой процесс игры характерен многим играм жанра слэшер. Игрок управляет персонажем, который перемещаясь по локациям уничтожает множества врагов (в данной игре это демоны). Как и во многих играх этого жанра, оружие главного героя рассчитано на большой радиус, для поражения большего числа врагов. Битвы с боссами реализована по подобию God of War, игрок в начале просто сражается с боссом, а затем использует быстрое нажатие нужных кнопок для его окончательного уничтожения. Также в игре имеются головоломки, решение которых требует от игрока не только мышления, но и реакции. Сами уровни представляют собой множества соединённых платформ. Также имеются места, в которые нужно забираться прыжками: как обычными, так и с помощью оружия. Само количество оружия у игрока невелико: Коса Смерти и Святое распятие. Также имеются множества способностей, которые можно открыть, используя нужные души. Если враг убит (Косой Смерти), то его душа переходит на Косу Смерти, а если освобождён (Распятие), то его душа переходит в Распятие.

## Сюжет
Действие игры разворачивается в 1191 году. Вернувшись после третьего крестового похода, где герой Данте воевал против Саладина и штурмовал Иерусалим, добрый и верующий человек превратился в жестокого и расчётливого воина, который исполняет все приказы фанатичных и жадных епископов. Они обещали отпустить ему все грехи, лишь бы он продолжал воевать против неверных. Опьянённый безнаказанностью и ненавистью, Данте погряз в грехах разврата и убийств. Вспомнив о том, что он поклялся в верности своей возлюбленной Беатрис (по итал. Беатриче), скрепя свою клятву на святом распятии, он решает воссоединиться со своей любимой.
Вернувшись домой, Данте обнаруживает, что его отец и возлюбленная убиты. Обезумев от горя, он становится свидетелем того, как дьявол, прибывший за душой Беатрис, похищает её. Герой отправляется на поиски своей любимой прямо в преисподнюю. В этом нелёгком путешествии героя сопровождает поэт Вергилий, один из обитателей Лимба, чьи рассказы о кругах Ада и мудрые советы помогают преодолевать опасности. Проходя круги Ада и сражаясь с самыми жуткими обитателями и стражами преисподней, Данте сталкивается и с собственными грехами, постепенно осознавая, какое зло он творил во имя веры. Среди грешников он встречает своего отца — алчного и жестокого флорентийского феодала; свою мать-самоубийцу, не сумевшую сносить тиранию мужа; соратника и тестя Франческо, оказавшегося в Аду за участие в крестовом походе, который, однако, в душе был ему непонятен и противен. Но сложнейшим испытанием для Данте становится столкновение с Беатрис, не простившей герою предательства и казни брата, и ставшей невестой самого Люцифера. С большим трудом Данте удалось убедить любимую, не запятнавшую себя до этого ни одним грехом, избавиться от влияния Князя Тьмы и простить героя.
В финале Данте противостоит Люциферу, скованному во льдах последнего круга. Оказалось, что пленение Беатрис было лишь уловкой, чтобы заманить героя на последний круг и добиться освобождения дьявола. Но Данте, обретя в своих странствиях по преисподней великую силу и поддержку спасённых им душ, не допустил побега Люцифера. Этим герой заслужил право пройти через Чистилище, где встречает возлюбленную.
Но приключения героев ещё не окончены, ибо вместе с Данте в Чистилище тайно проник и Князь Тьмы, воплощённый символом грехов героя — матерчатым крестом с миниатюрами, который Данте в начале буквально пришил к своему телу.

## Загружаемый контент

### Trials of St Lucia
Испытания Святой Луци́и было выпущено 29 апреля 2010 года, включает в себя игровой редактор миссий и кооперативный режим. Новым игровым персонажем в этом дополнении является Святая Луци́я, христианская мученица изображённая как ангел-хранитель Данте.

## Рекламная кампания
Рекламная кампания игры была построена Electronic Arts на принципах вирусного маркетинга, эксплуатируя, в первую очередь, темы, связанные со смертными грехами и адом. Так, сеть магазинов GameStop в рамках продвижения игры 9 сентября 2009 года (09.09.09) предоставляла скидку в 6 долларов 66 центов на предварительный заказ игры; и дата, и размер скидки являются отсылки к Числу зверя — 666.
Ряду игровых обозревателей были разосланы чеки на 200 долларов США со следующим письмом: «В Dante’s Inferno Алчность — зверь о двух головах. Одну питает скопидомство, другую — расточение богатств. Обналичив этот чек, вы поддадитесь алчности, присвоив нечистые деньги; не обналичив — промотаете даром, впадая в расточительство». Журналисты разрешили дилемму по-разному: Брайан Креченте с Kotaku.com сжёг свой чек, Кристофер Грант с Joystiq.com предпочёл обналичить чек, заявив, что передаст деньги на благотворительность.
Схожим образом в редакции журналов Qore и PlayStation: The Official Magazine, а также независимому обозревателю Бену Крошоу (Yahtzee) были разосланы посылки, содержащие прочный деревянный ящик. При попытке открыть ящик встроенный проигрыватель начинал воспроизводить песню «Never Gonna Give You Up» Рика Эстли, эксплуатируя популярный интернет-мем рикроллинг. Никакого иного способа прекратить раздражающую музыку, кроме как разбить ящик прилагаемым к посылке молотком, не существовало. Находящаяся внутри ящика записка извещала журналистов, что они поддались греху гнева.
Параллельно с продвижением «Dante’s Inferno» была запущена рекламная кампания несуществующей игры «Mass: We Pray» — якобы симулятора христианских церковных обрядов, предлагающего отправлять их дома в процессе игры с помощью крестообразного контроллера, напоминающего Wii Remote. При попытке предзаказать игру на официальном сайте игры пользователю демонстрировалось сообщение, упрекающее его в ереси, и трейлер «Dante’s Inferno».
Телевизионная реклама игры, впервые показанная во время матча Супербоул XLIV — стала рекордной по количеству зрителей телепередаче за всю историю телевидения в США — представляла собой видеоряд из игры под резко контрастирующую с ним песню «Ain’t No Sunshine» Билла Уизерса. Обозреватель журнала Time назвал рекламу «чем-то магическим и забавным».
Демоверсия игры была выпущена 10 декабря 2009 года для PlayStation 3 и 24 декабря 2009 года для Xbox 360.

## Отзывы
| Сводный рейтинг | Сводный рейтинг | Сводный рейтинг |
| Издание         | Оценка          | Оценка          |
| Издание         | PS3             | Xbox 360        |
| --------------- | --------------- | --------------- |
| GameRankings    | 75,63 %         | 73,65 %         |